# Agartala
Agartala (dévanágari írással: अगरतला, bengáli írással: আগরতলা) az indiai Tripura állam fővárosa. Népessége 2011-ben meghaladta a 400 000 főt.
Ez a régió kereskedelmi központja, és itt ülésezik a tripurai törvényhozó gyűlés is. A városban több, a Tripurai Egyetem alá tartozó főiskola is működik, például a Bír-Bikram Mahárádzsa Főiskola és a Tripurai Mérnöki Főiskola.
A település neve az agar (sasfa, Aquilaria malaccensis) nevű értékes, illatos olajú fa nevéből és a tala szóból származik, amelynek jelentése raktárház.

## Földrajz

### Fekvése
A város az India északkeleti részén fekvő Tripura állam nyugati részén található, rendkívül közel a bangladesi határhoz, a Haroa folyó két partján. A várost körülvevő, mezőgazdaságilag intenzíven művelt síkságon számos falu helyezkedik el.

### Éghajlat
A város éghajlata meleg, de nem rendkívül forró, tavasz közepétől ősz közepéig igen csapadékos. Minden hónapban mértek már legalább 25 °C-os hőséget, de a rekord nem érte el a 35 °C-ot. Az átlagos hőmérsékletek a januári 18,7 és a szeptemberi 28,5 fok között váltakoznak, fagy nem fordul elő, sőt, a hőmérséklet 10 °C alá sem csökken. Az évi átlagosan 2146 mm csapadék időbeli eloszlása nagyon egyenetlen: az áprilistól októberig tartó 7 hónapos időszak alatt hull az éves mennyiség több mint 90%-a.
| Hónap                        | Jan. | Feb. | Már. | Ápr. | Máj. | Jún. | Júl. | Aug. | Szep. | Okt. | Nov. | Dec. | Év   |
| ---------------------------- | ---- | ---- | ---- | ---- | ---- | ---- | ---- | ---- | ----- | ---- | ---- | ---- | ---- |
| Rekord max. hőmérséklet (°C) | 25,6 | 28,3 | 32,0 | 33,4 | 32,7 | 31,2 | 31,0 | 31,2 | 31,6  | 30,9 | 28,9 | 26,4 | 33,4 |
| Átlaghőmérséklet (°C)        | 18,7 | 21,4 | 25,5 | 27,9 | 28,4 | 28,1 | 28,1 | 28,3 | 28,5  | 27,2 | 23,7 | 20,1 | 25,5 |
| Rekord min. hőmérséklet (°C) | 11,9 | 14,5 | 19,1 | 22,5 | 24,1 | 25,0 | 25,3 | 25,5 | 25,4  | 23,6 | 18,5 | 13,8 | 11,9 |
| Átl. csapadékmennyiség (mm)  | 12   | 20   | 63   | 154  | 269  | 462  | 382  | 329  | 231   | 178  | 43   | 3    | 2146 |
| Forrás: Climate-Data         |      |      |      |      |      |      |      |      |       |      |      |      |      |

## Története
Agartala ősi város, már i. e. 1900-ból is ismert egy Patardan nevű uralkodó. Jóval később a Mánikja dinasztia uralkodott itt, egy időben pedig a város a Mogul Birodalom része lett, végül 1808-ban a britek foglalták el. Az új Agartala fővárost 1838-ban alapította Krisna Kisora Mánikja mahárádzsa, majd Csandra Mánikja mahárádzsa uralkodása alatt, 1871-ben jött létre Agartala municípium, amelynek első elnöke az angol A. W. B. Power lett. A községi közigazgatást 1874-ben alakították ki. Az 1940-es évektől kezdve az utolsó tripurai király, Bír Bikram Kisora Deb Barman alakíttatta a ma is ismert modern, megtervezett várossá.
A 21. század elején számos környező települést csatoltak a városhoz, így népessége hirtelen megnőtt: 2001-ben még a 190 000 főt sem érte el, tíz évvel később már a 400 000-et is meghaladta.

## Népesség, vallás
A 2011-es népszámlálás szerint a 400 004 lakos 94,1%-a hindu vallású volt, 4,4%-a iszlám, 1,0%-a keresztény, 0,3%-a buddhista, 0,1%-a egyéb (többségében dzsainista és szikh) vallású. Ugyanekkor az írástudás aránya elérte a 93,88%-ot, ami magasabb az országos átlagnál.
2013-ban 438 408 lakója volt.

## Turizmus, látnivalók
- Uddzsajanta-palota: 1899-től 1901-ig épült,[3] a tripurai uralkodók palotája volt, később, 2011-ig az állam törvényhozó testülete működött benne. Ma múzeum, körülötte több templom is áll,[8] például az Ummanesvar- és a Dzsagannáth-templom.[9]
- Gedu Mia mecsetje[10]
- Benuban Vihár: az egyik legjellegzetesebb buddhista templom Tripurában. Bár kis méretű, benne több szép fém Buddha-szobor található.[10]
- Szukanta Akadémia: természettudományi témájú múzeum, planetáriummal[3]
- Kundzsabani palota: 1917-ben építtette Bírendra Kisora Mánikja király, ma a tripurai kormányzó hivatalos rezidenciája.[9]
- Khárcsi-ünnep: minden év júliusában tartott jelentős hindu vallási ünnep.[11]

## Képek

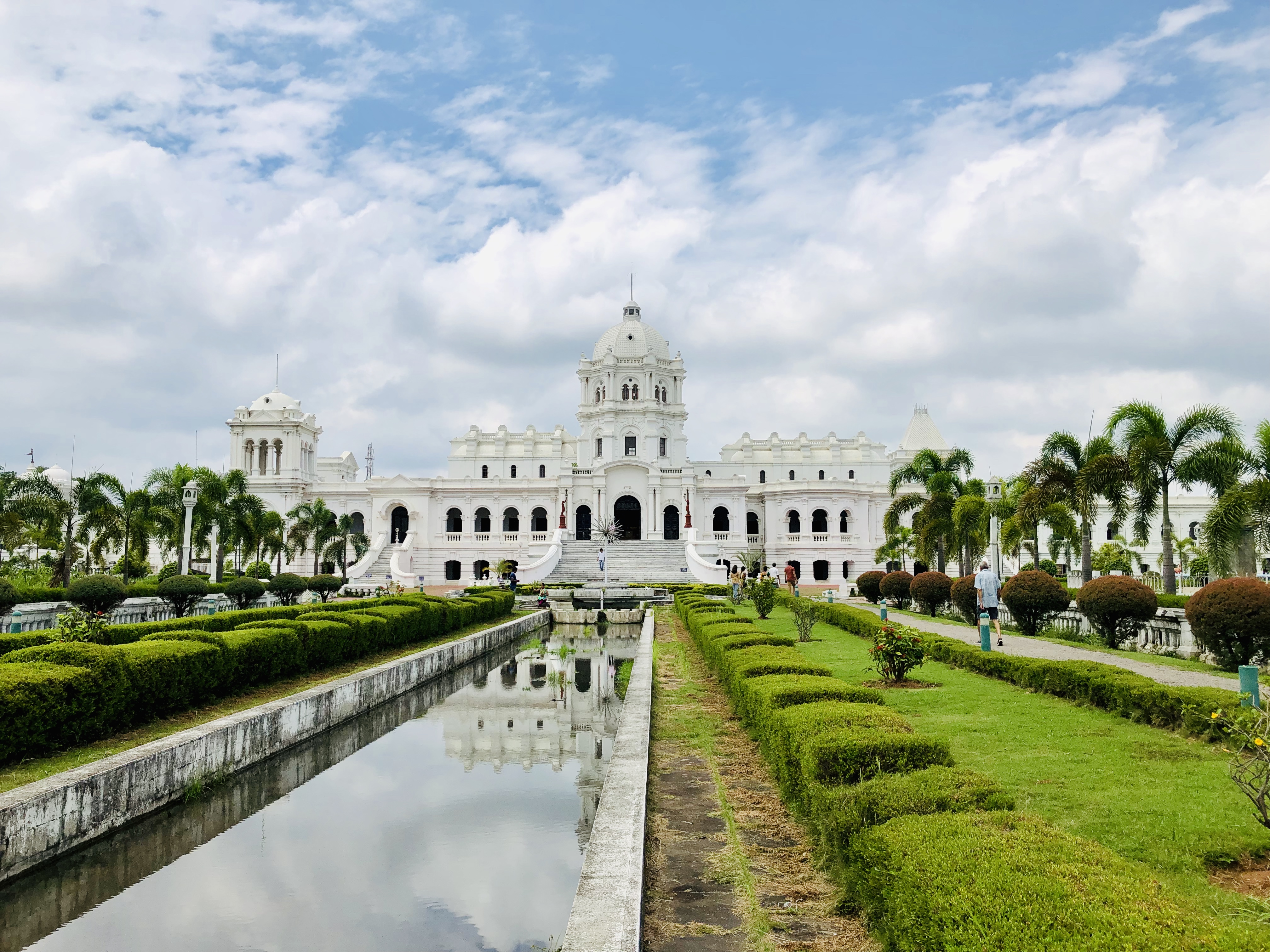
Az Uddzsajanta-palota
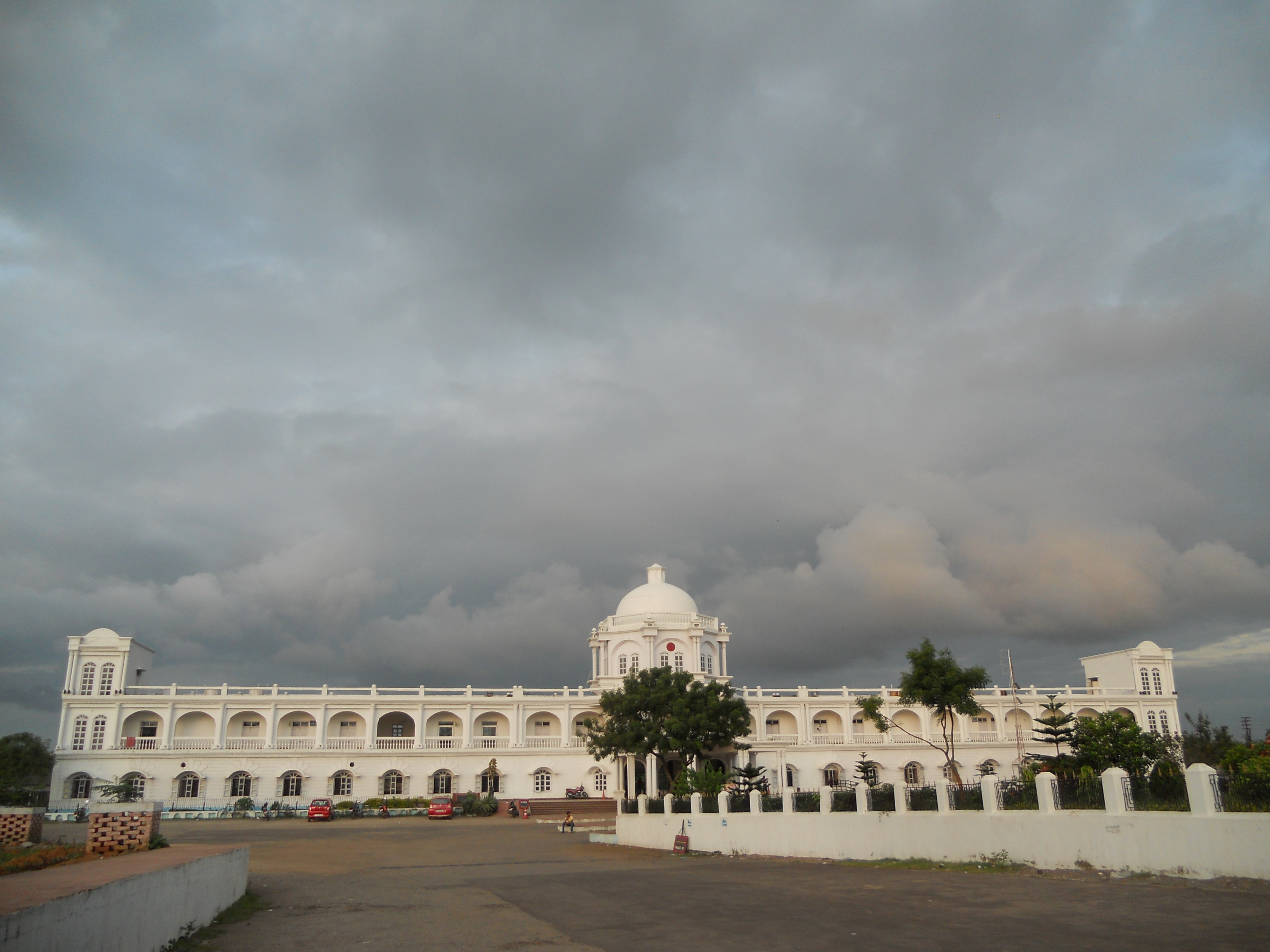
A vasútállomás épülete
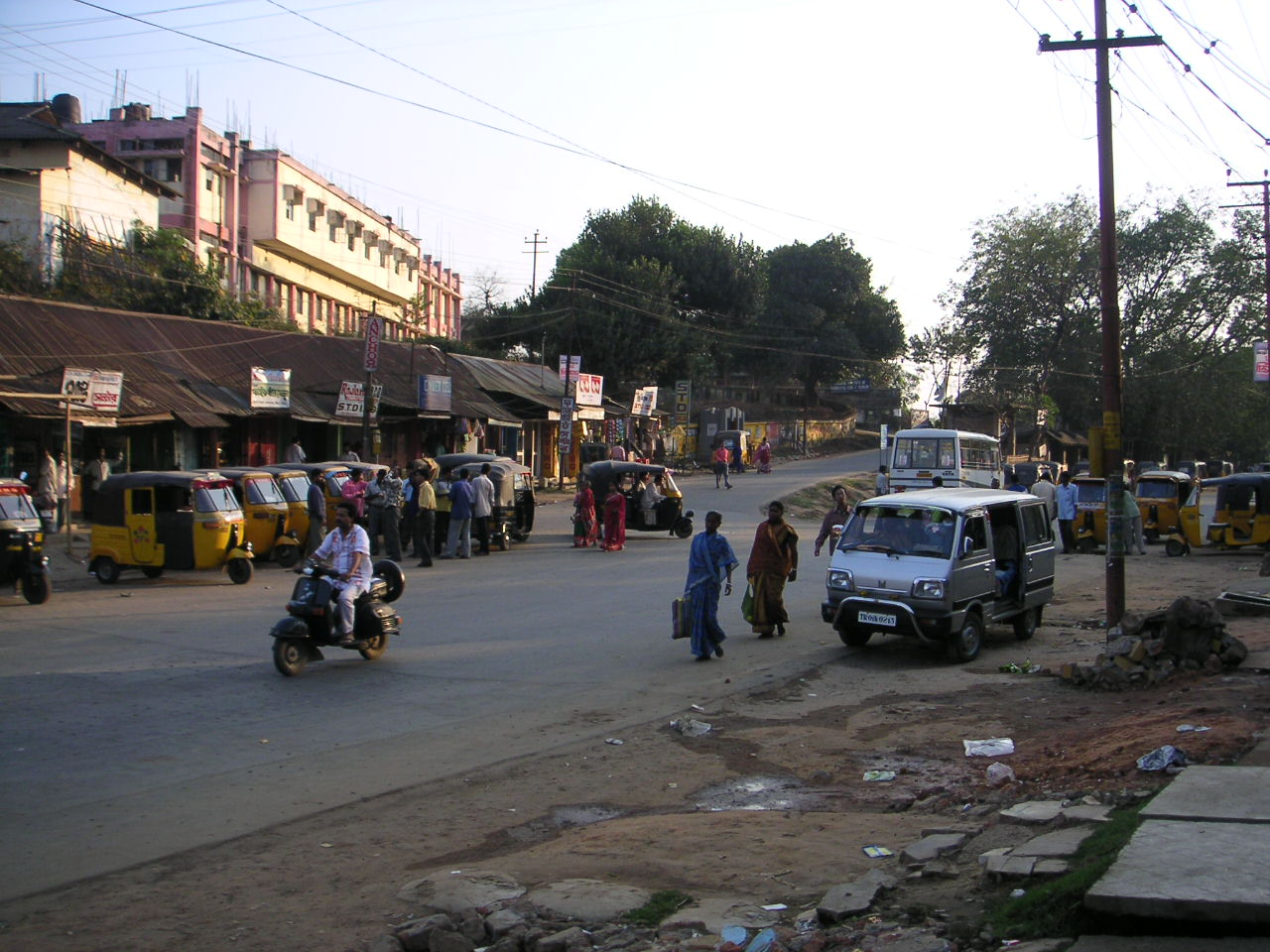
Utcakép
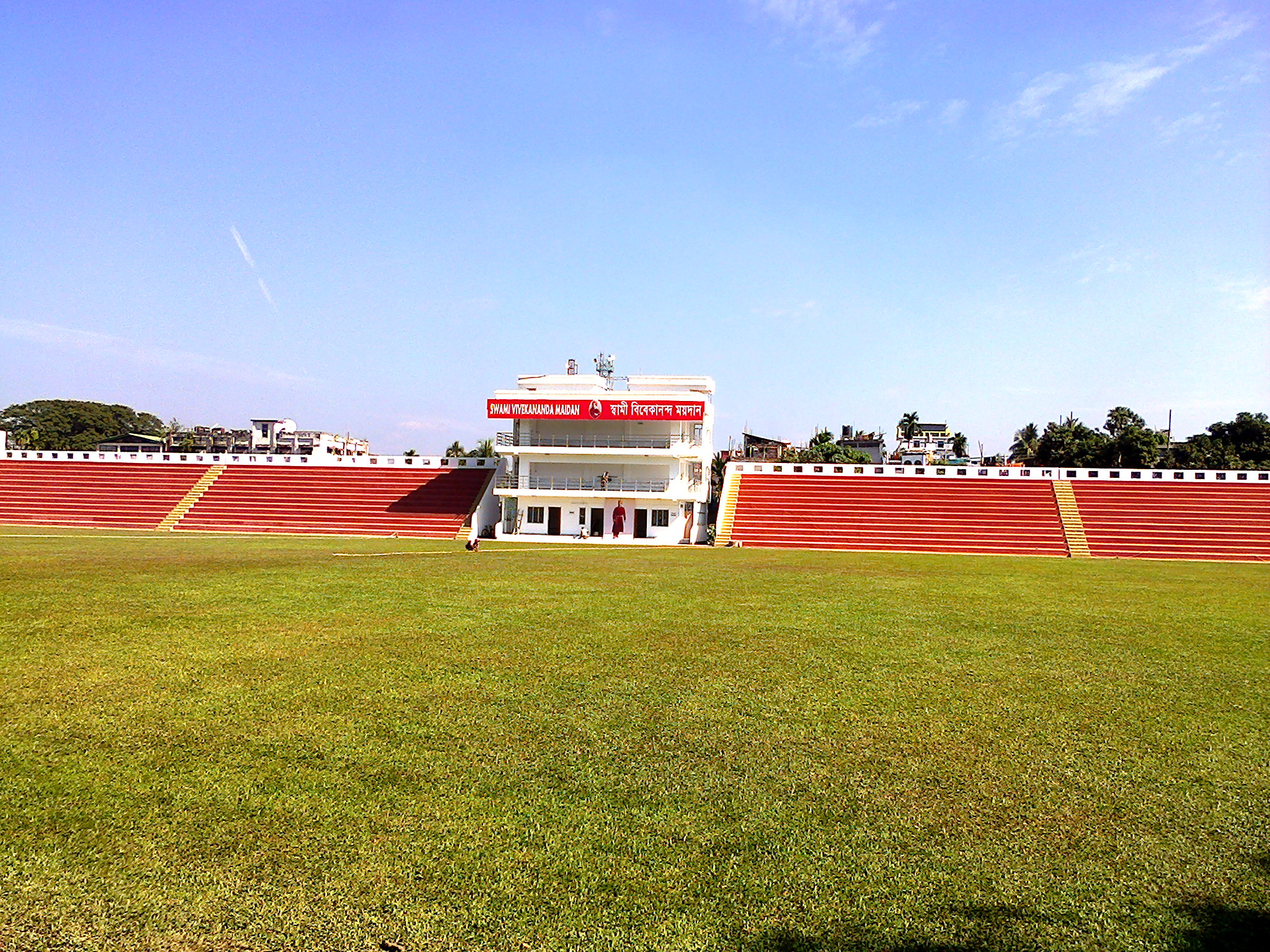
A labdarúgásra és krikettre is használt Szvámi Vivékánanda stadion
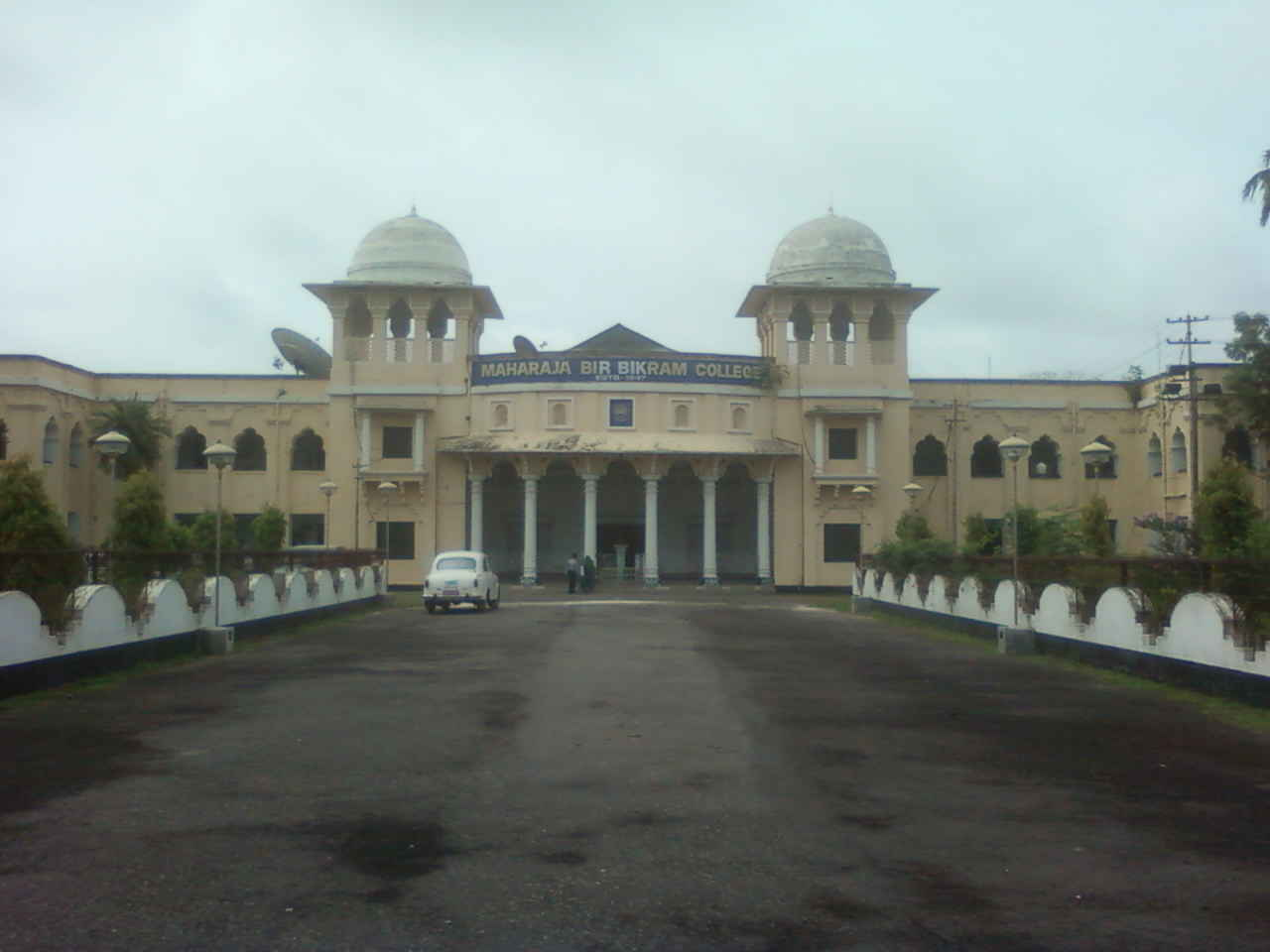
A Bír-Bikram Mahárádzsa Főiskola